# Компресиране на изображения
Компресирането на изображения е вид компресиране на данни, целящо намаляване на размера на цифровите изображения за по-икономичното им съхранение или предаване.
Често за компресирането на изображения се използват специализирани алгоритми, които се възползват от особености на зрителното възприятие и на статистическите особености на изображенията и по този начин дават по-добри резултати от общите алгоритми за компресиране на данни. Компресирането на изображения може да бъде със загуби или без загуби на информация. Компресирането без загуби е предпочитано при определени употреби на изображенията – архивни и медицински изображения, технически чертежи, илюстрации, комикси. Компресирането със загуби, особено при висока степен на компресиране, създава артефакти в компресираното изображение, които са особено нежелани при тези употреби. Методите за компресиране със загуби обикновено се използват при фотографски изображения, при които малка загуба на точност е приемлива за постигането на значително намаление на размера на данните.